# Ommata gallardi
Ommata gallardi är en skalbaggsart som beskrevs av Peñaherrera och Tavakilian 2004. Ommata gallardi ingår i släktet Ommata och familjen långhorningar. Inga underarter finns listade i Catalogue of Life.